# Cucusòs
Cucusós (greco: Κουκουσός) era un'antica città del Thema Lykandos, nell'attuale Turchia centro-meridionale, corrispondente all'odierna cittadina di Göksun.

## Storia
La città viene citata per la prima volta, in forma esauriente, nel 535 d.C., dal geografo bizantino Ierocle, quale stazione di sosta (Cocuso), lungo la strada verso la provincia romana dell'Armenia II. Tuttavia, già nel 351 d.C. le fonti ecclesiastiche parlano di un certo Paolo, vescovo della città, in polemica con gli eretici ariani della località. Ciò significa che, già a quell'epoca, la città doveva essere stata eretta sede vescovile. Nel 404 d.C., vi venne esiliato San Giovanni Crisostomo. 
Nel 536 d.C., la località venne inclusa dall'imperatore Giustiniano nella provincia dell'Armenia III. In questo periodo, venne saldamente fortificata e divenne sede permanente di una guarnigione militare. Mantenne questa sua funzione, in particolare, quando venne a trovarsi quale fortezza di frontiera nelle numerose guerre arabo-bizantine. Nel 1068 ospitò l'imperatore Romano IV Diogene mentre si stava dirigendo a combattere contro i Turchi Selgiuchidi a Manzikert. A seguito dell'invasione turca, numerosi Armeni, in fuga dai Selgiuchidi, vi trovarono rifugio, modificandone così la composizione etnica. Occupata dagli stessi Selgiuchidi, nel 1097 venne conquistata dalle truppe crociate all'epoca della Prima Crociata (Coxon, Coxa, Cosaor, Kosor). Dopo questo episodio, la località non venne più menzionata nelle fonti storiche. In epoca ottomana, era un piccolo centro di montagna a carattere agricolo e sede di mercato per i pastori dei dintorni, abitato da Armeni, Turchi e Curdi.